# Seleção (singolo)
Seleção è un singolo del rapper italiano Thasup, pubblicato attraverso lo pseudonimo Yungest Moonstar il 24 novembre 2023 come primo estratto dal primo mixtape Sfaciolate Mixtape.

## Tracce
Testi e musiche di Davide Mattei, Nicolò Pucciarmati.
1. Seleção – 2:21